# التتار بين الانتشار والانكسار
التتار بين النتشار والانكسار كتاب من تأليف علي الصلابي تناول فيه تاريخ التتار وغزوهم للعالم الإسلامي ودخولهم بغداد ثم هزيمتهم في معركة عين جالوت

## موضوعات الكتاب
قسم المؤلف كتابه إلى أربعة فصول 

### الفصل الأول
المشروع المغولي وغزوهم لبلاد المسلمين

### الفصل الثاني
سقوط بغداد بأيدي المغول.

### الفصل الثالث
قيام دولة المماليك

### الفصل الرابع
معركة عين جالوت وانكسار المغول